# Chiesa di San Giovanni Battista (Pedavena)
La chiesa arcipretale di San Giovanni Battista è la parrocchiale di Pedavena, in provincia di Belluno e diocesi di Belluno-Feltre; fa parte della convergenza foraniale di Feltre-Lamon-Pedavena.

## Storia

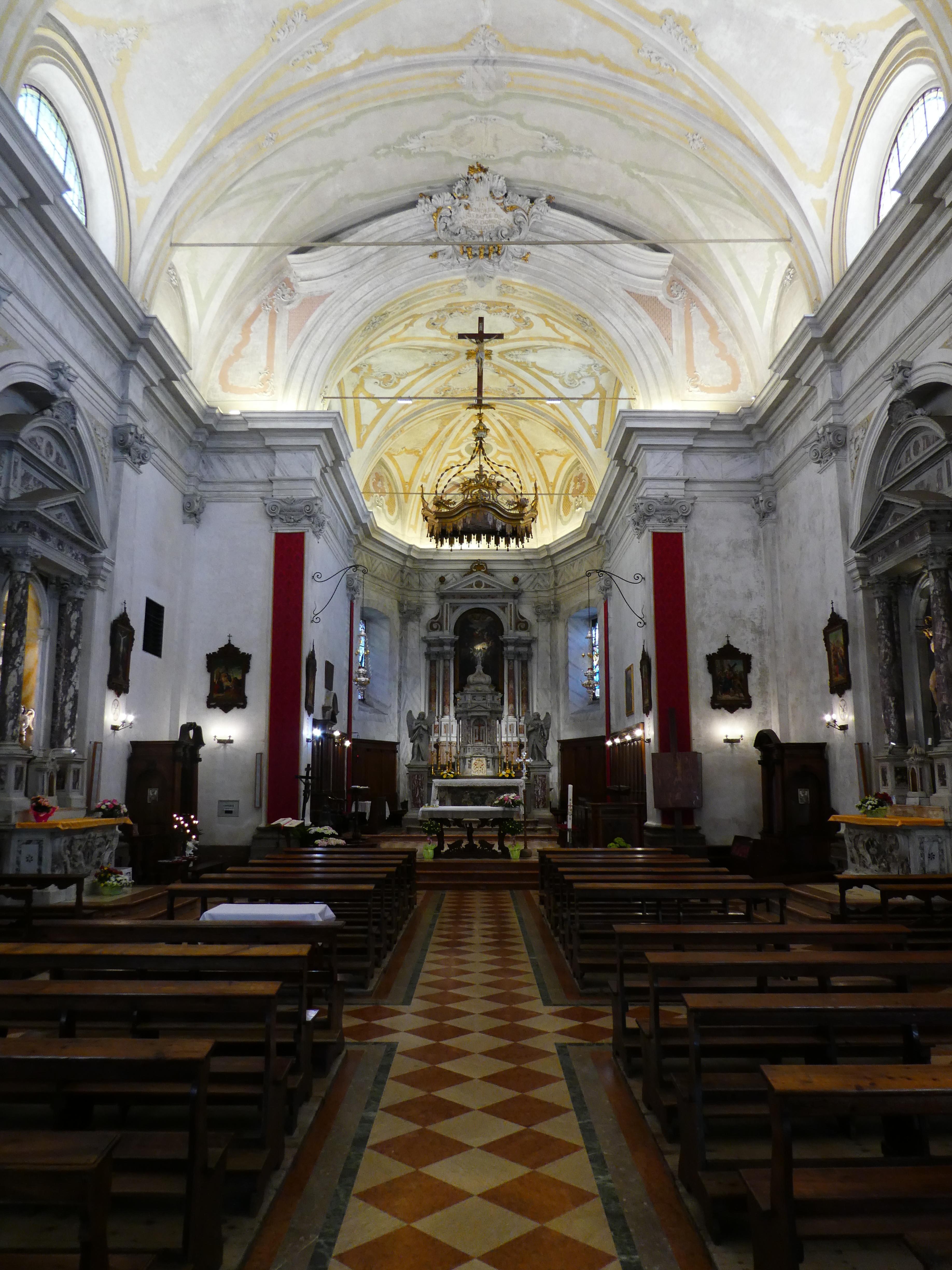
Interno

La primitiva chiesa di Pedavena, attestata a partire dal XIII secolo, era, in origine, filiale della cattedrale di Feltre, dalla quale si affrancò nel 1723 venendo eretta a parrocchiale. Nel XVI secolo fu costruito il campanile, il quale venne, in seguito, restaurato ed ammodernato. L'attuale chiesa di Pedavena venne edificata su progetto di Antonio De Boni nel 1757 e consacrata il 18 settembre 1768. L'edificio fu ristrutturato nel 1798. Nel XX secolo venne riferito il pavimento.

## Descrizione

### Interno
Opere di pregio conservate all'interno della chiesa sono una pala raffigurante la Natività, opera cinquecentesca di Francesco Frigimelica, una tela settecentesca con il Trapasso di San Giuseppe, una tela posta nel baldacchino dell'abside, la Trinità, dipinta da Sebastiano De Boni, una tela raffigurante la Sacra Conversazione sull'altare laterale della Croce, un dipinto della Madonna col Bambino attorniata dai Santi Carlo Borromeo e Antonio di Padova di Antonio Crico ed una tela, forse di Antonio Balestra, il cui soggetto è la Deposizione dalla Croce.